# Ameer Vlr
Ameer Vayalar (nacido el 6 de diciembre de 1995) es un destacado jugador indio de taekwondo. Es un atleta internacional que ha sido clasificado en los Juegos Olímpicos y en el ranking mundial de Taekwondo y es el entrenador internacional más joven de la India.

## Biografía
Amir nació el 6 de diciembre de 1995 en Cherthala. Sus padres son Yusuf Abdul Karim y Jameela Yusuf. También tiene un hermano mayor, Ansar. En 2007, cuando aún estaba en la escuela, su padre se inscribió en un centro local de entrenamiento de defensa personal en artes marciales, taekwondo.
El entrenamiento de combate de Taekwondo comenzó en 2007 durante sus años escolares. En 2009, mientras estudiaba en la Clase IX, compitió por Kerala en el Campeonato Nacional de Taekwondo. En 2013, descansó de la competencia debido a una lesión sufrida durante el partido. Luego se dirigió al área de entrenamiento y al área de Árbitro donde se regula la competencia. También siguió siendo árbitro nacional como entrenador estatal y de distrito de varios equipos, incluido el equipo de la Universidad de Kerala. Actualmente es el Entrenador del Equipo Nacional, Entrenador del Equipo del Distrito de Pathanamthitta, Director Técnico de la Asociación de Desarrollo de Juegos Escolares de Kerala, Entrenador de Celebridades y Actor. Representó a India en el Campeonato Internacional de Taekwondo G1 en India en julio de 2019 y se clasificó en los Juegos Olímpicos y en los rankings mundiales.